# Szuperkontinens
A geológiában a szuperkontinens a Föld legtöbb vagy összes kontinentális tömbjének vagy kratonjának (a szárazföldek embrionális ősei) egyesülése egységes, hatalmas szárazfölddé. Sok geológus azonban ettől eltérően a „szuperkontinens” kifejezést „korábban elkülönült kontinensek csoportosulása” értelemben használja, ami teret enged az értelmezésnek és könnyebben alkalmazható a prekambriumi időkre, bár általában azt javasolják, hogy a kontinentális kéreg legalább 75%-ának egyesülése legyen az a határ, ami a szuperkontinenseket elválasztja szárazföldek más csoportosulásaitól.
A szuperkontinensek többször egyesültek és szétváltak a geológiai múltban (1. számú táblázat). A modern definíciónak megfelelő szuperkontinens ma nem létezik. A Pangea szuperkontinens egy közös név, amely az összes kontinentális területet leírja, amikor legutóbb közel álltak egymáshoz. A kontinensek helyzetét visszamenőleg pontosan meghatározták a jura időszak korai szakaszáig, ami nem sokkal Pangea felbomlása előtti.

## Szuperkontinensek a földtörténet során
| Szuperkontinens neve  | Kora (Ma: millió évvel ezelőtt) |
| --------------------- | ------------------------------- |
| Vaalbara              | ~3.636–2.803                    |
| Ur                    | ~2.803–2.408                    |
| Kenorland             | ~2.720–2.114                    |
| Arctica               | ~2.114–1.995                    |
| Atlantica             | ~1.991-1.124                    |
| Columbia (Nuna)       | ~1.820–1.350                    |
| Rodinia               | ~1.130–750                      |
| Pannotia              | ~633-573                        |
| Gondwana              | ~596-578                        |
| Laurázsia és Gondwana | ~472-451                        |
| Pangaea               | ~336-173                        |

1. számú táblázat- Szuperkontinensek a földtörténetben általánosan használt definíció szerint.

## Általános kronológia
Két szembenálló modell van a szuperkontinensek fejlődésére a földtörténet során. Az első modell elmélete, hogy legrégebben két elkülönült szuperkontinens létezett egy időben Vaalbara (3636-2803 millió évvel ezelőtt) és Kenorland (2720-2450 millió évvel ezelőtt). A neoarchaikumi szuperkontinens Superiából és Sclaviából állt. Ezek a részek a neoarchaikumban leszakadtak mintegy 2480 és 2312 millió évvel ezelőtt, majd később összeütközve Nuna (Northern Europe North America, azaz Észak-Európa, Észak-Amerika) részei lettek (mintegy 1820 millió évvel ezelőtt). Nuna tovább fejlődött a mezoproterozoikumban, elsősorban fiatal korú földívekkel és más földdarabokkal összeütközve, mintegy 1000 millió évvel ezelőtt létrehozta Rodiniát. Mintegy 825-750 millió évvel ezelőtt Rodinia részekre szakadt. A hógolyó-Föld klímája a kontinens feltöredezése által kiváltott változások következménye volt. Mielőtt azonban Rodinia teljesen szétszakadozott volna, néhány része újra egyesült Gondwanában (mintegy 530 millió évvel ezelőtt). Pangaea mintegy 300 millió éve alakult ki Gondwana, Laurázsia, Baltika és Szibéria összeütközéséből.
A második modell (Protopangea-Paleopangea) paleomágneses és geológiai bizonyítékokon alapszik és azt javasolja, hogy a kontinentális kérget mintegy 2,7 milliárd évvel ezelőtt egyetlen szuperkontinenssé állt össze, ami az ediakara időszakban, 0,6 milliárd évnél nem régebben töredezett fel. Ez a rekonstrukció abból a megfigyelésből származik, hogy hosszú időszakokon keresztül (megközelítőleg a 2,7-2,2 1,5-1,25 és 0,75-0,6 milliárd évvel ezelőtti időszakok), a paleomágneses pólusok kisebb módosulásokkal egy majdnem statikus helyzet felé közelítenek. A közbeeső időszakokban a pólusok egy egységes, látszólagos poláris vándorútnak megfelelően mozognak. Mivel ez a modell azt mutatja, hogy a paleomágneses adatokon alapuló rendkívüli követelmények egy meghosszabbított kvázi egység feltételezésével elégíthetők ki, el kell tekinteni a kontinensek többszöri szétválásától, amit az első modell javasol, bár az első fázis (Protopangea) lényegében magában foglalja az első modell szerinti Vaalbarát és Kenorlandot.

## Fordítás
Ez a szócikk részben vagy egészben  a   Supercontinent című angol Wikipédia-szócikk fordításán alapul.  Az eredeti cikk szerkesztőit annak laptörténete sorolja fel. Ez a jelzés csupán a megfogalmazás eredetét és a szerzői jogokat jelzi, nem szolgál a cikkben szereplő információk forrásmegjelöléseként.